# نورث امریکن اف-۱۰۷
نورث امریکن اف-۱۰۷ (به انگلیسی: North American F-107) یک هواپیمای ساختِ کارخانهٔ نورث امریکن اوییشن در کشور ایالات متحده آمریکا است. نخستین استفاده‌کنندهٔ این هواپیما نیروی هوایی ایالات متحده آمریکا بوده‌است. این هواپیما برای نخستین بار در ۱۰ سپتامبر ۱۹۵۶ میلادی مورد استفاده قرار گرفت.